# 短瓣金莲花
短瓣金莲花（学名：Trollius ledebourii）为毛茛科金莲花属下的一个种。

## 扩展阅读
- 維基物種上的相關：短瓣金莲花